# Sklad benzínu a čerpací stanice Fanto ve Zlíně
Sklad benzínu a čerpací stanice Fanto ve Zlíně stála od roku 1941 do 90. let na třídě Tomáše Bati u železniční trati mezi železničními zastávkami Zlín-Prštné a Zlín-Louky, při silnici spojující Zlín s Otrokovicemi.

## Historie
Čerpací stanice byla postavena v roce 1941 podle projektu architekta Josefa Gočára pro pravostranný provoz platný od 26. března 1939. V té době (1939–1941) se realizovala většina nových benzinových stanic buď jako samostatné stanice vybavené krytým stáním nebo kombinované se skladištěm pohonných hmot. Investorem byla společnost Brey-Photogen, která prodávala benzín značky Fanto a se kterou architekt Gočár spolupracoval již od roku 1934.
Čerpací stanice byla zbořena před rokem 1999.

## Popis
Umístění benzínky umožnilo zásobování výhradně automobilovými cisternami. Gočár oddělil provoz distribučního centra od čerpací stanice a umožnil tak využití ohradní zdi k reklamním účelům. Tankovací stání zastřešené kruhovou střechou bylo vybaveno dvojicí elektrických stojanů HEFA přímo napojených na centrální nádrž. Jednoduchý přízemní objekt kiosku s obsluhou v čele skladiště měl dvojitý suterén. V jeho spodní části byl uložen ocelový tank s kapacitou minimálně 25 tisíc litrů. Nad ním se nacházelo servisní mezipatro a poté zvýšené přízemí, které sloužilo ke skladování sudů s naftou, balených olejů a dalšího sortimentu pro motoristy.